# Wilson Rock
Wilson Rock är en klippa i Sydgeorgien och Sydsandwichöarna (Storbritannien). Den ligger i den sydöstra delen av Sydgeorgien och Sydsandwichöarna.
Terrängen runt Wilson Rock är varierad. Havet är nära Wilson Rock åt sydväst.  Trakten runt Wilson Rock är nära nog obefolkad, med mindre än två invånare per kvadratkilometer. Det finns inga samhällen i närheten. Trakten runt Wilson Rock är permanent täckt av is och snö.